# 宮本央
宮本 央（みやもと なかば、1851年4月13日〈嘉永4年3月12日〉 - 没年不明）は、日本の商人（書籍商）、金融業、東京府多額納税者、地主・家主、資産家、政治家。族籍は東京府士族。
宮本佳代子（元内閣総理大臣・小泉純一郎の元妻）は曽孫、俳優・タレントの小泉孝太郎、衆議院議員の小泉進次郎は玄孫にあたる。

## 経歴
東京府士族・宮本茂兵衛の二男。兄・多喜蔵の後を承けて家督を相続する。私塾に入り、漢学を修める。維新の当時、徳川慶喜に従い駿府に移り、農業に従事した。明治初年、内務省地理局御用掛に就任する。
神田区に居を定め書籍商を創めるが、業務が振るわなかった。土地投資に奮闘努力する。青山方面に広汎な地所を買収すると、数年にして地価は暴騰したため、巨利を占める。金融業、貸金業、貸地貸家業を営む。
麹町区会議員、学務委員、所得税調査委員等の公職に就く。晩年には画伯畑仙齢に就いて絵を学び、彩管に親しんで余生を楽しみ晩耕と号す。

## 人物
東京市麹町区（現・東京都千代田区）の大地主である。家憲は質素である。宗教は禅宗。趣味は骨董、絵画、書画。住所は東京市麹町区元園町1丁目、上二番町（現・東京都千代田区一番町）。
貴族院多額納税者議員選挙の互選資格を有した。

## 家族・親族
宮本家
家系について、『帝都紳士淑女列伝 奉祝今上陛下御即位記念』には「宮本央は徳川旗本の錚々たる忠勇の士だった」、『国民自治総覧』には「生家は代々幕府の士族である」とある。
宮本家の親戚の泰道照山の著書『未完の足跡 わが七十七年新日本史 別篇』には「宮本家は岡崎の松平藩につながる旧藩士の家柄で、代々書庫番の役目を果たしてきた。学者系統で、江戸屋敷における漢籍の保管などにあたってきた。廃藩置県のとき、退職金代わりに書籍一切を譲りうけて学者として一家を構えた。貴重な古書、文献の類が多く、宮本家の名は好事家の間で脚光を浴びた。」とある。
- 妻・うた（1856年 - ?、三重、合資会社今井商店支配人・川口豊吉の姉）[20]
- 長男・英治[19]（1882年 - ?、宮本事務所主宰[13]、東京府多額納税者、地家主[14]）
  - 同妻・深雪（1894年 - ?、東京、吉武栄之進の長女）[15]
- 長女・ミツ（1886年 - ?、草野俊助の妻）[15]
- 三男・俊介[9]（1890年 - ?、薬剤師[8][19]）
- 四男・安蔵[9]（1892年 - 1923年、判事） - 1914年、第七高等学校造士館卒業[21]。1917年、東京帝国大学法科大学法律学科卒業[22]。関東大震災で圧死した[23]。
  - 同妻・千代（1901年 - ?、東京、及部盛種の二女）[6]
  - 同長男・秀忠（1921年 - ?、郷隆の婿養子）[2]
  - 同二男・輝久（1922年 - 1974年、明治大学商学部卒業、東洋化工社長、妻の志計子はエスエス製薬会長・泰道照山の長女）[24]
- 五男・幸吾（1896年 - ?、地家主）[14]
- 孫[13]
- 曽孫・佳代子（1956年 - 、経営コンサルタント、輝久と志計子の娘、小泉純一郎の元妻）

親戚
- 長男の妻の父・吉武栄之進（応用化学者、工学博士）
- 長女の夫・草野俊助（植物学者、理学博士）
- 玄孫
  - 小泉孝太郎（1978年 - 、俳優、タレント、純一郎と佳代子の長男）
  - 小泉進次郎（1981年 - 、政治家、純一郎と佳代子の次男、滝川クリステルの夫）
  - 宮本佳長（1983年 - 、純一郎と佳代子の三男）
- 来孫 
  - 進次郎と滝川クリステルの長男（2020年 - ）
  - 進次郎と滝川クリステルの長女（2023年 - ）